# Lista över vulkaner i Nya Zeeland
Detta är en lista över vulkaner i Nya Zeeland.
| Namn                                      | Höjd (m ö.h.) | Plats                            | Läge                                                | Senaste utbrott         |
| ----------------------------------------- | ------------- | -------------------------------- | --------------------------------------------------- | ----------------------- |
| Brothers Volcano                          | -1350         | Kermadecbågen eller Havre Trough | 34°52′30″S 179°04′30″Ö / 34.875°S 179.075°Ö         | -                       |
| Clark                                     | -860          | Kermadecbågen eller Havre Trough | 36°26′46″S 177°50′20″Ö / 36.446°S 177.839°Ö         | -                       |
| Cole                                      | -             | Kermadecbågen eller Havre Trough | -                                                   | -                       |
| Cotton                                    | -950          | Kermadecbågen eller Havre Trough | 35°03′S 178°59′Ö / 35.05°S 178.99°Ö                 | -                       |
| Curtis Island                             | 137           | Kermadecbågen eller Havre Trough | 30°32′31″S 178°33′40″Ö / 30.542°S 178.561°Ö         | -                       |
| Gamble                                    | -             | Kermadecbågen eller Havre Trough | -                                                   | -                       |
| Giggenbach                                | -65           | Kermadecbågen eller Havre Trough | 30°02′10″S 178°42′43″Ö / 30.036°S 178.712°Ö         | -                       |
| Healy                                     | -980          | Kermadecbågen eller Havre Trough | 35°00′14″S 178°58′23″Ö / 35.004°S 178.973°Ö         | 1360 ± 75 år            |
| Hinepuia                                  | -             | Kermadecbågen eller Havre Trough | -                                                   | -                       |
| Hinetāpeka                                | -             | Kermadecbågen eller Havre Trough | -                                                   | -                       |
| Macauley Island                           | 238           | Kermadecbågen eller Havre Trough | 30°12′S 178°28′Ö / 30.20°S 178.47°Ö                 | 4360 f.Kr. ± 200 år     |
| Monowai Seamount                          | -132          | Kermadecbågen eller Havre Trough | 25°53′13″S 177°11′17″Ö / 25.887°S 177.188°Ö         | 2008                    |
| Pūtoto                                    | -             | Kermadecbågen eller Havre Trough | -                                                   | -                       |
| Rakahore                                  | -             | Kermadecbågen eller Havre Trough | -                                                   | -                       |
| Rumble I                                  | -1100         | Kermadecbågen eller Havre Trough | 35°30′S 178°54′Ö / 35.5°S 178.9°Ö                   | -                       |
| Rumble II                                 | -1200         | Kermadecbågen eller Havre Trough | 35°21′11″S 178°31′37″Ö / 35.353°S 178.527°Ö         | -                       |
| Rumble III                                | -220          | Kermadecbågen eller Havre Trough | 35°44′42″S 178°28′41″Ö / 35.745°S 178.478°Ö         | 1986                    |
| Rumble IV                                 | -500          | Kermadecbågen eller Havre Trough | 36°08′S 178°03′Ö / 36.13°S 178.05°Ö                 | -                       |
| Rumble V                                  | -400          | Kermadecbågen eller Havre Trough | 36°08′20″S 178°11′49″Ö / 36.139°S 178.197°Ö         | -                       |
| Raoul Island                              | 516           | Kermadecbågen eller Havre Trough | 29°16′S 177°55′Ö / 29.27°S 177.92°Ö                 | 2006                    |
| Silent I                                  | -             | Kermadecbågen eller Havre Trough | -                                                   | -                       |
| Silent II                                 | -             | Kermadecbågen eller Havre Trough | -                                                   | -                       |
| Tangaroa                                  | -600          | Kermadecbågen eller Havre Trough | 36°19′16″S 178°01′41″Ö / 36.321°S 178.028°Ö         | -                       |
| Volcano W                                 | -900          | Kermadecbågen eller Havre Trough | 31°51′S 179°11′Ö / 31.85°S 179.18°Ö                 | -                       |
| Wright                                    | -750          | Kermadecbågen eller Havre Trough | 31°30′S 179°12′Ö / 31.5°S 179.2°Ö                   | -                       |
| Auckland Field                            | 260           | Nordön                           | 36°54′S 174°52′Ö / 36.90°S 174.87°Ö                 | 1350                    |
| Bombay Hills                              | -             | Nordön                           | -                                                   | 0,5 miljoner år sedan   |
| Gannet Island                             | -             | Nordön                           | 37°58′19″S 174°33′58″Ö / 37.97194°S 174.56611°Ö     | 500 000 år sedan        |
| Little Barrier Island                     | 722           | Nordön                           | 36°12′S 175°05′Ö / 36.200°S 175.083°Ö               | -                       |
| Kaikohe-Bay of Islands                    | 388           | Nordön                           | 35°18′S 173°54′Ö / 35.30°S 173.90°Ö                 | 400 e.Kr. ± 300 år      |
| Kaitake                                   | -             | Nordön                           | -                                                   | 500 000 år sedan        |
| Manukau                                   | 474           | Nordön                           | -                                                   | 16 miljoner år sedan    |
| Maungatautari                             | 797           | Nordön                           | -                                                   | -                       |
| Mount Pirongia                            | 962           | Nordön                           | -                                                   | -                       |
| Paritutu och Sugar Loaf Islands           | 153           | Nordön                           | -                                                   | 1,7 miljon år sedan     |
| Poor Knights Islands                      | -             | Nordön                           | 35°30′S 174°45′Ö / 35.500°S 174.750°Ö               | 4 miljoner år sedan     |
| Pouakai                                   | -             | Nordön                           | -                                                   | 240 000 år sedan        |
| Rangitoto Island                          | 260           | Nordön                           | 36°4′1″S 174°5′4″Ö / 36.06694°S 174.08444°Ö         | -                       |
| Mount Taranaki                            | 2518          | Nordön                           | 39°18′S 174°04′Ö / 39.30°S 174.07°Ö                 | 1854                    |
| Whale Island                              | 354           | Nordön                           | 37°51′29″S 176°58′48″Ö / 37.858°S 176.98°Ö          | Pleistocen              |
| Whangarei                                 | 397           | Nordön                           | 35°45′S 174°16′Ö / 35.75°S 174.27°Ö                 | -                       |
| Mount Edgecumbe/Putauaki                  | 867           | Nordön: Taupo Volcanic Zone      | 38°06′S 176°48′Ö / 38.1°S 176.8°Ö                   | 300 f.Kr                |
| Kawerau                                   | -             | Nordön: Taupo Volcanic Zone      | -                                                   |                         |
| Maroa                                     | 1156          | Nordön: Taupo Volcanic Zone      | 38°25′S 176°05′Ö / 38.42°S 176.08°Ö                 | 180 e.Kr.               |
| Mauao                                     | 232           | Nordön: Taupo Volcanic Zone      | -                                                   |                         |
| Mayor Island/Tuhua                        | 355           | Nordön: Taupo Volcanic Zone      | 37°17′S 176°15′Ö / 37.283°S 176.250°Ö               | 5060 f.Kr. ± 200 år     |
| Mokoia Island                             | -             | Nordön: Taupo Volcanic Zone      | -                                                   | -                       |
| Ngauruhoe                                 | 2291          | Nordön: Taupo Volcanic Zone      | 39°48′S 175°23′Ö / 39.8°S 175.39°Ö                  | 1977                    |
| Mount Ngongotaha                          | 487           | Nordön: Taupo Volcanic Zone      | -                                                   | -                       |
| Okataina                                  | 1111          | Nordön: Taupo Volcanic Zone      | 38°07′S 176°30′Ö / 38.12°S 176.50°Ö                 | 1981                    |
| Pihanga                                   | 1325          | Nordön: Taupo Volcanic Zone      | 39°02′28.75″S 175°46′7″Ö / 39.0413194°S 175.76861°Ö | -                       |
| Reporoa                                   | 592           | Nordön: Taupo Volcanic Zone      | 38°25′S 176°20′Ö / 38.42°S 176.33°Ö                 | 1180 (hydrotermiskt)    |
| Rotorua                                   | 757           | Nordön: Taupo Volcanic Zone      | 38°05′S 176°16′Ö / 38.08°S 176.27°Ö                 | Pleistocen              |
| Ruapehu                                   | 2797          | Nordön: Taupo Volcanic Zone      | 39°11′S 175°21′Ö / 39.18°S 175.35°Ö                 | 2007                    |
| Tama Lakes                                | -             | Nordön: Taupo Volcanic Zone      | -                                                   | -                       |
| Mount Tarawera (del av Okatainas caldera) | 1131          | Nordön: Taupo Volcanic Zone      | 38°13′S 176°30′Ö / 38.22°S 176.5°Ö                  | 1886                    |
| Mount Tauhara                             | 1087          | Nordön: Taupo Volcanic Zone      | -                                                   | Pleistocen              |
| Tauposjön                                 | 760           | Nordön: Taupo Volcanic Zone      | 38°49′S 176°00′Ö / 38.82°S 176.00°Ö                 | 260 e.Kr.               |
| Tongariro                                 | 1978          | Nordön: Taupo Volcanic Zone      | 39°07′48″S 175°38′31″Ö / 39.13°S 175.642°Ö          | 1977                    |
| Waiotapu                                  | 592           | Nordön: Taupo Volcanic Zone      | 38°25′S 176°20′Ö / 38.42°S 176.33°Ö                 | 1180                    |
| Whakaari/White Island                     | 321           | Nordön: Taupo Volcanic Zone      | 37°31′S 177°11′Ö / 37.52°S 177.18°Ö                 | 2001                    |
| Whakamuru                                 | -             | Nordön: Taupo Volcanic Zone      | -                                                   | -                       |
| Whakatane volcano                         | -980          | Nordön: Taupo Volcanic Zone      | 36°48′S 177°30′Ö / 36.8°S 177.5°Ö                   | -                       |
| Brown Peak                                | 1167          | Ross Dependency                  | 67°24′S 164°50′Ö / 67.40°S 164.83°Ö                 | 2001                    |
| Buckle Island                             | 1239          | Ross Dependency                  | 66°47′S 163°15′Ö / 66.78°S 163.25°Ö                 | 1899                    |
| Mount Erebus                              | 3794          | Ross Dependency                  | 77°32′S 167°17′Ö / 77.533°S 167.283°Ö               | 2009                    |
| Young Island                              | 1340          | Ross Dependency                  | 66°25′S 162°28′Ö / 66.42°S 162.47°Ö                 | -                       |
| Akaroa                                    | -             | Sydön                            | 43°48′S 172°57′Ö / 43.800°S 172.950°Ö               | Miocen                  |
| Lyttelton Harbour                         | 919           | Sydön                            | 43°36′S 172°43′Ö / 43.600°S 172.717°Ö               | Miocen                  |
| Mount Horrible (nära Timaru)              | -             | Sydön                            | 44°23′S 171°3′Ö / 44.383°S 171.050°Ö                | 2 miljoner år sedan     |
| Otago Harbour                             | 680           | Sydön                            | 45°49′S 170°39′Ö / 45.817°S 170.650°Ö               | c. 10 miljoner år sedan |
| Antipodöarna                              | 402           | -                                | 49°41′S 178°46′Ö / 49.68°S 178.77°Ö                 | Holocen                 |
| Auckland Island                           | 650           | -                                | 50°41′S 166°05′Ö / 50.69°S 166.08°Ö                 | -                       |
| Pitt Island                               | 241           | -                                | 44°11′S 176°08′V / 44.18°S 176.13°V                 | -                       |
| Mount Dick (Adams Island)                 | 705           | -                                | 45°16′S 168°41′Ö / 45.267°S 168.683°Ö               | -                       |
| Solander Islands                          | 330           | -                                | 46°34′S 166°53′Ö / 46.567°S 166.883°Ö               | Pleistocen              |